# Melquisedet Angulo Córdova
Melquisedet Angulo Córdova là một Sĩ quan Bận dưới thứ 3 México với Lực lượng Đặc biệt của Hải quân. Anh đến từ Tabasco. Córdova bị giết ngày 16 tháng 12 năm 2009 trong trận nổ súng tại Cuernavaca chống lại các thành viên băng Beltrán-Leyva Cartel.
Córdova nằm trong những lực lượng quân sự bao quanh một khu liên hợp căn hộ cao cấp chứa chấp Marcos Arturo Beltrán-Leyva, lãnh đạo băng đảng ma túy và là một trong ba tội phạm bị truy nã ở Mexico. Córdova và hai nhân viên hải quân khác đã bị thương do một trái lựu đạn tay, và Córdova không chịu nổi vết thương của mình khi anh đang được nhân viên y tế chữa trị. Anh là quân nhân thuộc lực lượng đặc biệt duy nhất bị giết trong cuộc đấu súng. Arturo Beltrán Leyva bị thiệt mạng trong trận đánh, và sáu trong số các tay súng của ông bị bắt giữ. Córdova 30 tuổi lúc qua đời.